# Guadalupe County, Texas
Guadalupe County är ett administrativt område i delstaten Texas, USA, med 131 533 invånare (2010). Den administrativa huvudorten (county seat) är Seguin.

## Geografi
Enligt United States Census Bureau har countyt en total area på 1 850 km². 1 842 km² av den arean är land och 8 km² är vatten.

### Angränsande countyn
- Hays County - norr
- Caldwell County - nordost
- Gonzales County - sydost
- Wilson County - söder
- Bexar County - sydväst
- Comal County - nordväst

### Orter
- Cibolo (delvis i Bexar County)
- Kingsbury
- Luling (delvis i Caldwell County)
- Marion
- New Berlin
- New Braunfels (delvis i Comal County)
- San Marcos (delvis i Caldwell County och Hays County)
- Santa Clara
- Schertz (delvis i Bexar County och Comal County)
- Seguin (huvudort)
- Selma (delvis i Bexar County och Comal County)
- Staples